# Emslandlager Walchum

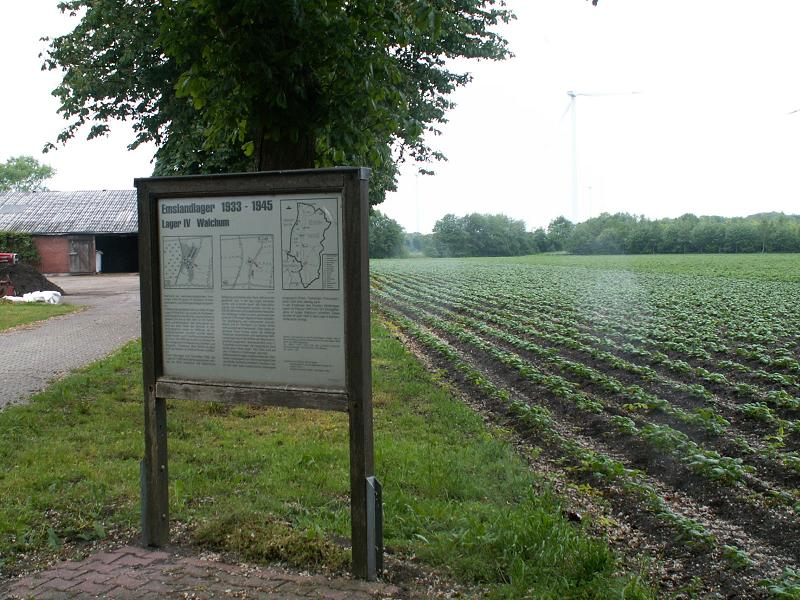
Gedenktafel auf dem Gelände des ehemaligen Lagers.

Das Emslandlager Walchum, auch Lager IV genannt, in der heutigen Gemeinde Walchum, war ein nationalsozialistisches Strafgefangenenlager, das im Mai 1935 errichtet wurde. Es konnte 500 Gefangene aufnehmen und diente als Ausbildungslager der SA-Wachmannschaften.

## Geschichte

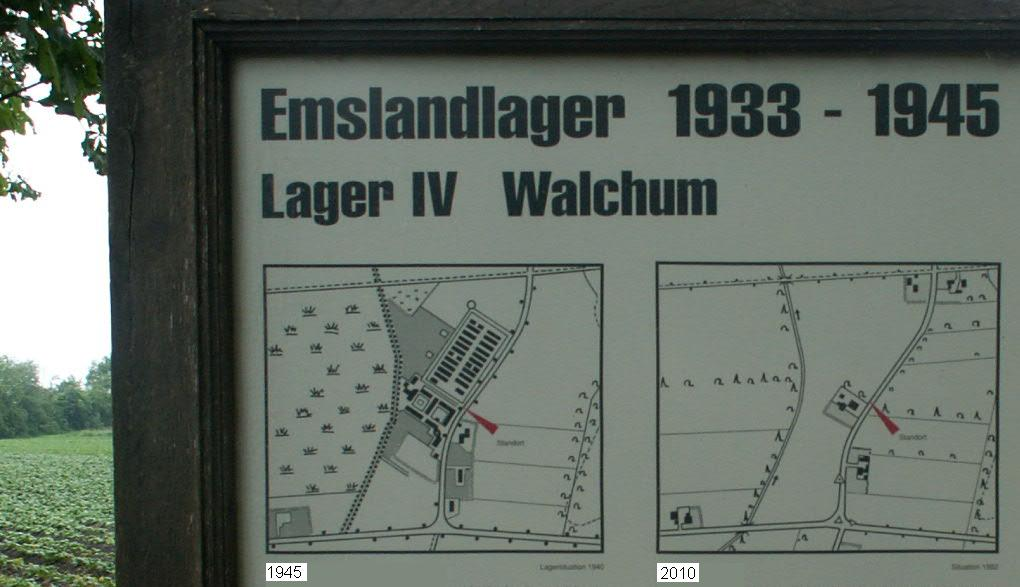
Übersichtsplan zum Aufbau des Lagers Walchum 1945 und zum Zustand 2010.

Im Mai 1935 wurde das Lager IV Walchum als eines von 15 Emslandlagern errichtet. Es wurde vom Reichsministerium der Justiz als Strafgefangenenlager genutzt. Das Lager war für 500 Häftlinge ausgelegt. Diese kamen aus dem gesamten Deutschen Reich und waren meist zu Gefängnisstrafen verurteilt. Später wurden auch zu Zuchthausstrafen verurteilte inhaftiert.
Die Gefangenen wurden zur Kultivierung des linksemsischen Moores eingesetzt. Dazu zählten das Stechen von Torf, Entwässerung des Geländes sowie Straßen- und Wegebau.
Ab 1935 wurde das Lager zur Ausbildung neuer Wachleute genutzt. Dies waren meist freiwillig Männer der SA aus der Region Emsland. Im Laufe der Jahre sanken jedoch die Bewerberzahlen aufgrund schlechter Bezahlung.
Im Dezember 1936 wurde geplant das Lager auf eine Kapazität von 1000 Gefangenen zu erhöhen. Dieser Plan wurde bis 1939 umgesetzt. Die Gefangenen wurden von 200 SA‐ und Justizbeamten bewacht, das Lager war allerdings nur selten voll belegt.
Die Gefangenen waren im Lager psychischer und körperlicher Misshandlung, ausgehend von den Wachmannschaften, ausgesetzt. Zudem war die Verpflegung der Gefangenen unzureichend. Daher kam es zu 71 bekannten Todesfällen im Lager Walchum. Sie wurden auf dem Friedhof in Esterwegen bestattet.
Am 8. Dezember 1942 wurden drei Wachmänner vom Landgericht Osnabrück zu Gefängnisstrafen zwischen 5 und 9 Monaten verurteilt, da sie einen Gefangenen, nach einem Fluchtversuch, zu Tode geprügelt haben.
Ab 1942 wurden in Walchum auch von Wehrmachtgerichten Verurteilte und Kriegsgefangene inhaftiert. Diese kamen aus Polen, Tschechien und Frankreich.
Im Februar 1945 waren noch 167 Gefangene im Lager inhaftiert. Sie wurden am 4. April in das Emslandlager Aschendorfermoor gebracht.